# Tužebník červený

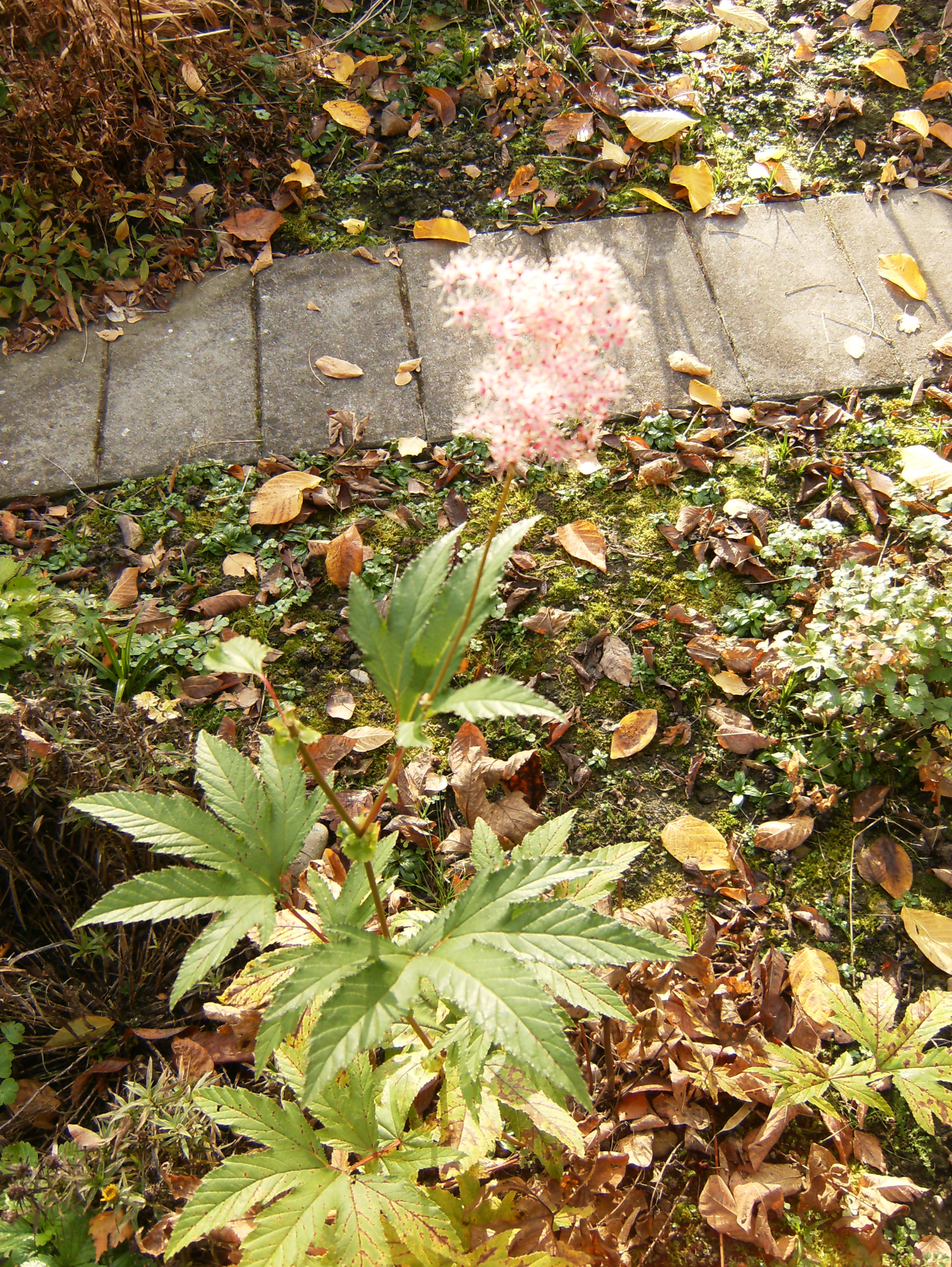
Listy

Tužebník červený (Filipendula rubra) je rostlina, bylina, která je řazena do čeledi růžovité. Kvete v červnu do konce srpna. Tužebník červený pochází ze Severní Ameriky. Květ u této rostliny je považován za dekorativní a jako okrasná rostlina je druh někdy pěstován.

## Použití
Pro své výrazné květenství se vysazuje do ozdobných skalek a záhonů s dalšími trvalkami na slunných stanovištích, kde vynikne. Lze ji použít jako solitéru do sadovnických úprav. Lze ji rovněž použít k řezu a sušení. Dorůstá výšky 1-1,5m.

### Pěstování
Jsou vypěstovány zahradní kultivary, například 'Venusta'. Snadno se pěstuje v běžné propustné půdě na plném slunci. Preferuje slunné stanoviště, ale snese i polostín, vhodné jsou vlhké propustné půdy. Je považována za rostlinu vhodnou pro pěstování i pro začátečníky.

## Množení
Druh se rozmnožuje semeny nebo dělením trsů.